# バッキーペーパー

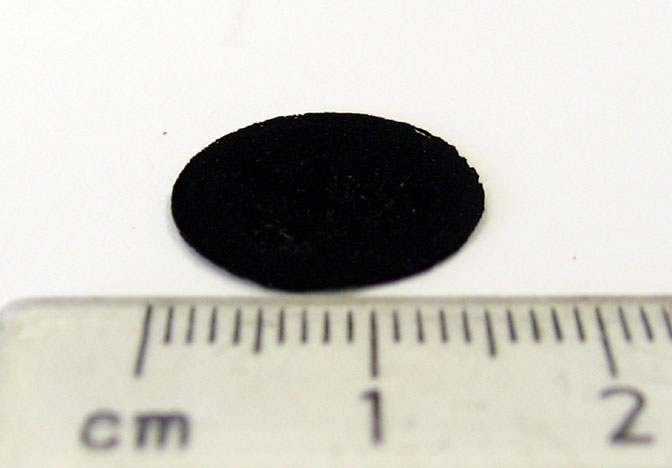

バッキーペーパー (英語: Buckypaper) は、カーボンナノチューブの結合体による薄膜状の物質の総称である。名称は「バッキー・ボール」とも呼ばれるフラーレンと同様にバックミンスター・フラー に由来する。

## 概要
20世紀の段階では粉末状のカーボンナノチューブを製作するのが限界であったが、21世紀に入りカーボンナノチューブを紡糸、薄膜、固体状に形成する事が可能となった。そのため軌道エレベータへの利用も含め航空宇宙産業を始め、エレクトロニクスなどへの応用が期待されている。カーボンナノチューブを薄膜状に形成するためには触媒や炭素材料などの雰囲気中に基盤を入れて高温にするCVD法が生産効率が高い。この手法は基盤上にナノチューブ繊維を生やすイメージに近い。日本の産業技術総合研究所（AIST）ではスーパーグロースCVD法による高品質SWNT（単層カーボンナノチューブ）、MWNT膜の形成に成功している。
触媒操作によりSWNTとMWNTの比率は変わる。特にAISTによって形成された二層カーボンナノチューブは、単層カーボンナノチューブの持つ高導電性、柔軟性と、多層カーボンナノチューブの持つ電気的、熱的安定性を併せ持つ。そのため、次世代のナノデバイス材料として大きな注目を集めており、ナノテクノロジーの中核となる基盤材料の一つとして期待されている。

## 特性
- カーボンナノチューブから構成されるため、高機械強度・軽量・高電流密度耐性・高熱伝導特性などの性質を持つ。
- 将来的に鋼鉄の500倍強く、10倍軽量になると期待、推測されている。フロリダ州立大学の研究チームが試作した複合素材では、最も強力な複合素材であるIM7（引っ張り強度5～6000MPa）の半分の強度、つまり鋼鉄の15倍程度の強度を持つ素材を開発したとされる[4]。
- SWNTはヤング率が大きく、半導体や電気伝導体を含む特性がある。これに対しMWNTは引張強度が大きい。日本の産業技術総合研究所が開発したSWNT膜は高さ2.5ミリメートルの構造体をわずか10分で形成するスーパーグロースCVD法を用いて炭素純度99.98％以上、重量密度0.037g/cm3高比表面積（非開口状態で1000m2/g、開口状態で2000m2/g）を誇る。[5]
- スーパーグロースCVD法を用いて基盤上のナノチューブの厚さや密度を調整する事によりカーボンナノチューブ黒体を形成する事ができる。このシートは現在確認されている世界で最も黒い物質である。